# Borsučiny
Borsučiny je přírodní rezervace v oblasti Poloniny.
Nachází se v katastrálním území obcí Ruský Potok, Zboj a Uličské Krivé v okrese Snina v Prešovském kraji. Území bylo vyhlášeno či novelizováno v roce 1993 na rozloze 83,7200 ha. Ochranné pásmo nebylo stanoveno.